# Epiplema kinabalua
Epiplema kinabalua är en fjärilsart som beskrevs av Holloway 1976. Epiplema kinabalua ingår i släktet Epiplema och familjen Uraniidae. Inga underarter finns listade i Catalogue of Life.